# Marcel de Nooijer
Marcel de Nooijer is sinds 2020 CEO van Transavia. Hij is opvolger van Mattijs ten Brink.
Marcel de Nooijer heeft gestudeerd aan de Erasmus universiteit in Rotterdam.